# 밤으로 가는 쇼
《밤으로 가는 쇼》는 대한민국의 KBS 2TV에 방송된 토크 쇼 프로그램이다. 1992년 4월 7일에 첫 방송을 시작했으며, 매주 화요일과 수요일에 방영하였다. 같은 해 10월 5일에 매주 월요일로 편성시간이 변경되었고, 그 뒤 1993년 KBS 가을 개편으로 인해 10월 13일에 종영되었다가 후속으로 월요일과 화요일은《인생, 이얘기 저얘기》, 수요일에는 《밤과 음악사이》가 방송되었다.

## 방송 시간
- KBS 2TV - 1992년 4월 7일 ~ 9월 30일 : 매주 화요일 ~ 수요일
- KBS 2TV - 1992년 10월 5일 ~ 1993년 10월 13일 : 매주 월요일 ~ 수요일

## 에피소드 목록

### 1992년
- 4월 7일 첫방송
- 4월 8일 (불명)
- 4월 14일 최수종
- 4월 15일 (불명)
- 4월 21일 (불명)
- 4월 22일 (불명)
- 4월 28일 (불명)
- 4월 29일 (불명)
- 5월 5일 (불명)
- 5월 6일 (불명)
- 5월 12일 (불명)
- 5월 13일 (불명)
- 5월 19일 (불명)
- 5월 20일 (불명)
- 5월 26일 (불명)
- 5월 27일 (불명)
- 6월 2일 (불명)
- 6월 3일 (불명)
- 6월 9일 (불명)
- 6월 10일 (불명)
- 6월 16일 (불명)
- 6월 17일 (불명)
- 6월 23일 (불명)
- 6월 24일 (불명)
- 6월 30일 (불명)
- 7월 1일 (불명)
- 7월 7일 (불명)
- 7월 8일 (불명)
- 7월 14일 (불명)
- 7월 15일 (불명)
- 7월 21일 (불명)
- 7월 22일 (불명)
- 7월 28일 (불명)
- 7월 29일 (불명)
- 8월 4일 (불명)
- 8월 5일 (불명)
- 8월 11일 (불명)
- 8월 12일 (불명)
- 8월 18일 (불명)
- 8월 19일 (불명)
- 8월 25일 (불명)
- 8월 26일 (불명)
- 9월 1일 (불명)
- 9월 2일 (불명)
- 9월 8일 (불명)
- 9월 9일 (불명)
- 9월 15일 (불명)
- 9월 16일 (불명)
- 9월 22일 (불명)
- 9월 23일 (불명)
- 9월 29일 (불명)
- 9월 30일 (불명)
- 10월 5일 (불명)
- 10월 6일 (불명)
- 10월 7일 (불명)
- 10월 12일 (불명)
- 10월 13일 (불명)
- 10월 14일 (불명)
- 10월 19일 (불명)
- 10월 20일 (불명)
- 10월 21일 (불명)
- 10월 26일 (불명)
- 10월 27일 (불명)
- 10월 28일 김수희
- 11월 2일 윤석화
- 11월 3일 장미리, 장은아, 장재남
- 11월 4일 1970년대 인기가수 옥희를 초대
- 11월 9일 강수연
- 11월 10일 이대근
- 11월 11일 산울림 멤버 그룹 (김창완, 김창훈)
- 11월 16일 (불명)
- 11월 17일 최희준
- 11월 18일 염정아
- 11월 23일 (불명)
- 11월 24일 (불명)
- 11월 25일 (불명)
- 11월 30일 (불명)
- 12월 1일 (불명)
- 12월 2일 배한성, 남상규
- 12월 7일 ~ 12월 9일 3일 연속 스페셜 - 나훈아
- 12월 14일 조용필 특집 〈창밖의 여자〉
- 12월 15일 조용필 특집 〈사랑의 자장가〉
- 12월 16일 조용필 특집 〈고독한러니〉
- 12월 21일 중국문화특집 중국의 여러 가지 음식을 소개한다
- 12월 22일 (불명)
- 12월 23일 (불명)
- 12월 28일 송년 연속기획 - 변진섭
- 12월 29일 송년 연속기획 - 정한용
- 12월 30일 송년 연속기획 - 강수지

### 1993년
- 1월 4일 김혜수
- 1월 5일 서정범 교수
- 1월 6일 이영한
- 1월 11일 (불명)
- 1월 12일 (불명)
- 1월 13일 김벌래 음향·효과
- 1월 18일 (불명)
- 1월 19일 ~ 1월 20일 현철
- 1월 25일 이창훈
- 1월 26일 양수경
- 1월 27일 (불명)
- 2월 1일 (불명)
- 2월 2일 최진희
- 2월 3일 고(故) 장현장 어머니 이숙희
- 2월 8일 철이와 미애
- 2월 9일 故 남보원
- 2월 10일 (불명)
- 2월 15일 (불명)
- 2월 16일 (불명)
- 2월 17일 (불명)
- 2월 22일 (불명)
- 2월 23일 (불명)
- 2월 24일 (불명)
- 3월 1일 (불명)
- 3월 2일 (불명)
- 3월 3일 (불명)
- 3월 8일 (불명)
- 3월 9일 (불명)
- 3월 10일 (불명)
- 3월 15일 (불명)
- 3월 16일 (불명)
- 3월 17일 (불명)
- 3월 22일 (불명)
- 3월 23일 (불명)
- 3월 24일 (불명)
- 3월 29일 (불명)
- 3월 30일 (불명)
- 3월 31일 방실이
- 4월 5일 (불명)
- 4월 6일 (불명)
- 4월 7일 (불명)
- 4월 12일 정락희
- 4월 13일 안소영
- 4월 14일 이성미
- 4월 19일 아역 배우 이의정, 이재은
- 4월 20일 최주봉
- 4월 21일 이혜숙, 한기은 부부
- 4월 26일 서정민 미스 코리아
- 4월 27일 태진아
- 4월 28일 김문희
- 5월 3일 `93 밤으로 가는 쇼 시상식
- 5월 4일 MC(진행자)쇼
- 5월 10일 (불명)
- 5월 11일 (불명)
- 5월 12일 서정범 교수와 심령과학자 안동민
- 5월 17일 최불암, 김민자 부부
- 5월 18일 전유성, 진미령 부부
- 5월 19일 수요스페셜 - 외국인쇼
- 5월 24일 김영란, 정동남
- 5월 25일 김희갑 추모특집 - 어느 광대의 죽음
- 5월 26일 최무룡
- 5월 31일 `93 미스 코리아 진(眞):궁선영, 선(善):허성수, 미(美):김영아
- 6월 1일 오현수, 송영창
- 6월 2일 김병조
- 6월 7일 심신
- 6월 8일 김성령, 샌디김
- 6월 9일 김건모, 오재미, 김진호
- 6월 14일 김건모, 송승환
- 6월 15일 이현순, 김용건 부부
- 6월 16일 이승연, 윤문식
- 6월 21일 (불명)
- 6월 22일 사형수와 어머니 박삼중 스님
- 6월 23일 과거를 밝힌다 김상호 부부
- 6월 28일 김미화, 김한국 (쓰리랑 부부편)
- 6월 29일 오렌지 왕 시골자두 엄정화
- 6월 30일 김영하
- 7월 5일 "한번만 다 추억의 책가방"의 임하룡
- 7월 6일 김흥국
- 7월 7일 백일섭
- 7월 12일 이경래, 이경애
- 7월 13일 임경옥, 송옥숙
- 7월 14일 나미
- 7월 19일 심형래
- 7월 20일 이영현, 남궁옥
- 7월 21일 최민수
- 7월 26일 배일집, 배연정
- 7월 27일 최형만, 장호철
- 7월 28일 김애경
- 8월 2일 (불명)
- 8월 3일 (불명)
- 8월 4일 (불명)
- 8월 9일 (불명)
- 8월 10일 (불명)
- 8월 11일 (불명)
- 8월 16일 주현
- 8월 17일 (불명)
- 8월 18일 이홍렬
- 8월 23일 김정식
- 8월 24일 (불명)
- 8월 25일 (불명)
- 8월 30일 (불명)
- 8월 31일 ~ 9월 1일 이덕화
- 9월 6일 김성원
- 9월 7일 장미화
- 9월 8일 (불명)
- 9월 13일 (불명)
- 9월 14일 코리아나
- 9월 15일 (불명)
- 9월 20일 김지선
- 9월 21일 유하영
- 9월 22일 손지창
- 9월 27일 김규철
- 9월 28일 이은하
- 10월 4일 박종훈
- 10월 5일 김무생
- 10월 6일 견미리
- 10월 11일 박종훈
- 10월 12일 (불명)
- 10월 13일 마지막회 방송

## 역대 MC
- 1992년 4월 7일 ~ 9월 30일 : 임성훈, 장윤정
- 1992년 10월 5일 : 임성훈, 장윤정, 전영호
- 1992년 10월 6일 ~ 10월 14일 : 주병진, 전영호
- 1992년 10월 19일 ~ 10월 28일 : 임성훈, 장윤정, 전영호
- 1992년 11월 2일 ~ 1993년 10월 13일 : 임성훈, 장윤정

## 같이 보기
- 11시에 만납시다 (1982년 ~ 1992년)
- 조영남쇼 (1993년)
- 밤과 음악 사이 (1993 ~ 1997년)

| KBS 2TV 월요일 심야 프로그램                        | KBS 2TV 월요일 심야 프로그램                        | KBS 2TV 월요일 심야 프로그램                        |
| 이전 작품                                           | 작품명                                              | 다음 작품                                           |
| --------------------------------------------------- | --------------------------------------------------- | --------------------------------------------------- |
| 11시에 만납시다 (1982년 2월 12일 ~ 1992년 9월 28일) | 밤으로 가는 쇼 (1992년 10월 5일 ~ 1993년 10월 11일) | 인생, 이얘기 저얘기 (1993년 10월 18일 ~ 1994년 4월) |
| KBS 2TV 화요일 심야 프로그램                        |                                                     |                                                     |
| 11시에 만납시다 (1982년 2월 13일 ~ 1992년 3월 31일) | 밤으로 가는 쇼 (1992년 4월 7일 ~ 1993년 10월 12일)  | 인생, 이얘기 저얘기 (1993년 10월 19일 ~ 1994년 4월) |
| KBS 2TV 수요일 심야 프로그램                        |                                                     |                                                     |
| 11시에 만납시다 (1982년 2월 14일 ~ 1992년 4월 1일)  | 밤으로 가는 쇼 (1992년 4월 8일 ~ 1993년 10월 13일)  | 밤과 음악 사이 (1993년 10월 20일 ~ 1997년 2월 26일) |